# Creeting St. Peter
Creeting St. Peter is een civil parish in het bestuurlijke gebied Mid Suffolk in het Engelse graafschap Suffolk. De plaats wordt ook wel West Creeting genoemd vanwege de ligging ten opzichte het iets grotere Creeting St Mary. In 2005 had het dorp ongeveer 260 inwoners.
De dorpskerk is hoofdzakelijk 13e- en 14e-eeuws, maar in de noordelijke gevel zit een Normandische deur. De toren is 15e-eeuws. In de 19e eeuw werd het gebouw naar Victoriaanse inzichten gerestaureerd.